# Пегов Микола Михайлович
Мико́ла Миха́йлович Пегов ( 3 (16) квітня 1905, Москва — 19 квітня 1991, Москва) — радянський дипломат, державний і партійний діяч. Делегат XVIII—XXVI з'їздів КПРС. Секретар Президії Верховної Ради СРСР (1953—1956), посол СРСР в ряді іноземних держав. Надзвичайний і повноважний посол СРСР. Член ЦК КПРС в 1939—1986 р. Секретар ЦК КПРС та кандидат в члени Президії ЦК КПРС 16 жовтня 1952 — 5 березня 1953 р. Депутат Верховної Ради СРСР 1—4-го і 9—10-го скликань.

## Біографія

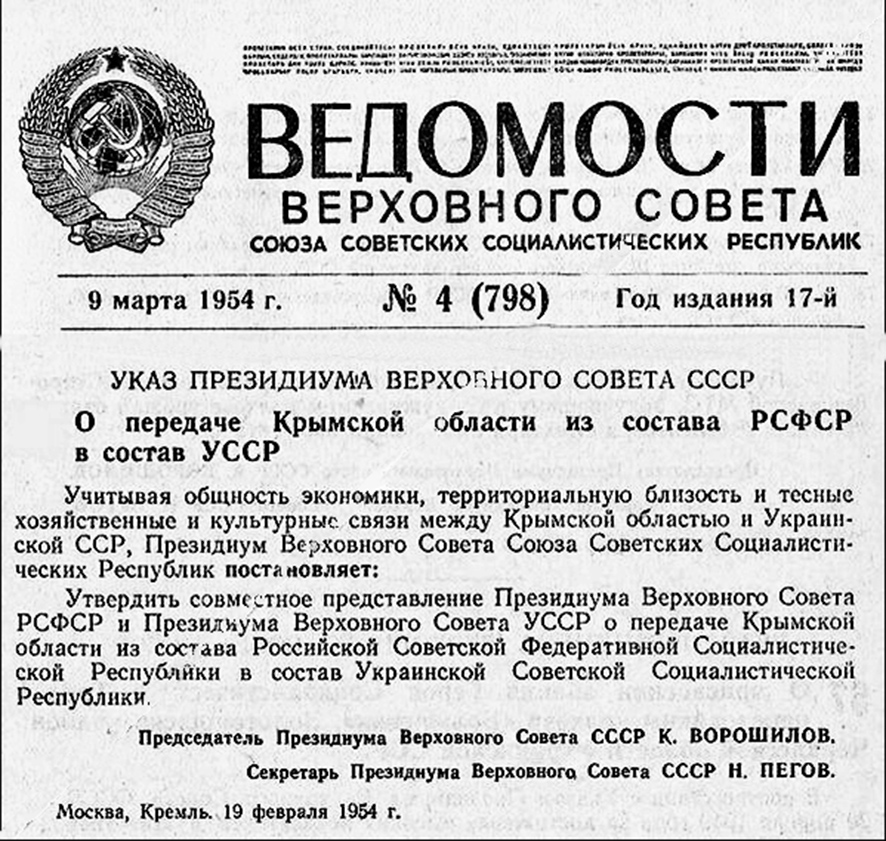
Указ Президії Верховної Ради СРСР «Про передачу Кримської області зі складу РРФСР до складу УРСР»

Народився  3 (16) квітня 1905 року в Москві в родині службовця-продавця. У 1916 році закінчив міське училище.
З лютого 1919 до липня 1923 року — селянин у власному господарстві у селі Клемячево Александровського повіту Владимирської губернії.
У липні 1923 — вересні 1924 року — робітник при складі військово-технічного майна Московського військового округу. У вересні 1924 — січні 1925 року — безробітний у Москві. У 1924 році вступив до комсомолу.
У січні 1925 — червні 1927 року — піонервожатий Московського міського банку.
У червні 1927 — серпні 1931 року — навивальник, начальник спецсектору, секретар комсомольського осередку шовкоткацької фабрики «Красная Роза» в Москві. У 1928—1929 роках служив у Червоній армії у Московській пролетарській дивізії.
Член ВКП(б) з липня 1930 року.
У серпні 1931 — квітні 1932 року — слухач курсів червоних директорів у Москві.
У квітні 1932 — квітні 1933 року — заступник директора шовкокрутильної фабрики імені Максима Горького у Москві.
У квітні 1933 — вересні 1935 року — директор шовкомотальної фабрики імені Куйбишева у місті Маргілані Узбецької РСР.
У вересні 1935 — серпні 1938 року — слухач Промислової академії легкої промисловості імені Молотова в Москві. Закінчив три курси. У 1938 році — секретар комітету ВКП(б) Промислової академії легкої промисловості імені Молотова.
У червні — вересні 1938 року — відповідальний організатор Відділу керівних партійних органів ЦК ВКП(б). 
У вересні — жовтні 1938 року — 3-й секретар Далекосхідного крайового комітету ВКП(б).
У жовтні 1938 — лютому 1939 року — секретар Організаційного бюро ЦК ВКП(б) по Приморському краю. У лютому 1939 — 19 березня 1947 року — 1-й секретар Приморського крайового і Владивостоцького міського комітету ВКП(б). Був членом Військової ради Далекосхідного (1-го Далекосхідного) фронту і членом Військової ради Тихоокеанського флоту.
У лютому 1947 — липні 1948 року — заступник начальника Управління з перевірки партійних органів ЦК ВКП(б).
У липні 1948 — лютому 1952 року — завідувач відділу легкої промисловості ЦК ВКП(б).
У лютому — жовтні 1952 року — завідувач відділу партійних, профспілкових та комсомольських органів ЦК ВКП(б), потім завідувач Відділу з добору й розподілу кадрів.
16 жовтня 1952 — 5 березня 1953 року — кандидат у члени Президії ЦК КПРС та секретар ЦК КПРС. Постановою Бюро Президії ЦК КПРС про роботу Секретаріату ЦК КПРС від 17 листопада 1952 року на Маленкова, Пегова і Суслова покладалося почергове головування на засіданнях Секретаріату ЦК КПРС у разі відсутності І. В. Сталіна.
15 березня 1953 — 15 липня 1956 року — секретар Президії Верховної Ради СРСР. Разом з Головою Президії Верховної Ради СРСР Климентом Ворошиловим, підписав Указ Президії Верховної Ради СРСР «Про передачу Кримської області до складу УРСР».
19 серпня 1956 — 4 червня 1963 року — Надзвичайний і Повноважний Посол СРСР в Ірані. У червні 1963 — січні 1964 року — в резерві Міністерства закордонних справ СРСР.
18 січня 1964 — 20 червня 1967 року — Надзвичайний і Повноважний Посол СРСР в Алжирі.
20 червня 1967 — 26 квітня 1973 року —  Надзвичайний і Повноважний Посол СРСР в Індії.
У квітні 1973 — січні 1976 року — заступник міністра закордонних справ СРСР із кадрів.
У жовтні 1975 — грудні 1982 року — завідувач відділу ЦК КПРС по роботі із закордонними кадрами і виїздами за кордон.
З грудня 1982 року — персональний пенсіонер союзного значення у Москві. Похований но Новодівичому цвинтарі.

## Нагороди та відзнаки
- чотири ордени Леніна (,15.04.1955)
- два ордени Трудового Червоного Прапора
- орден Жовтневої Революції
- орден Дружби Народів
- орден Вітчизняної війни I-го ступеня